# Ave Maris Stella

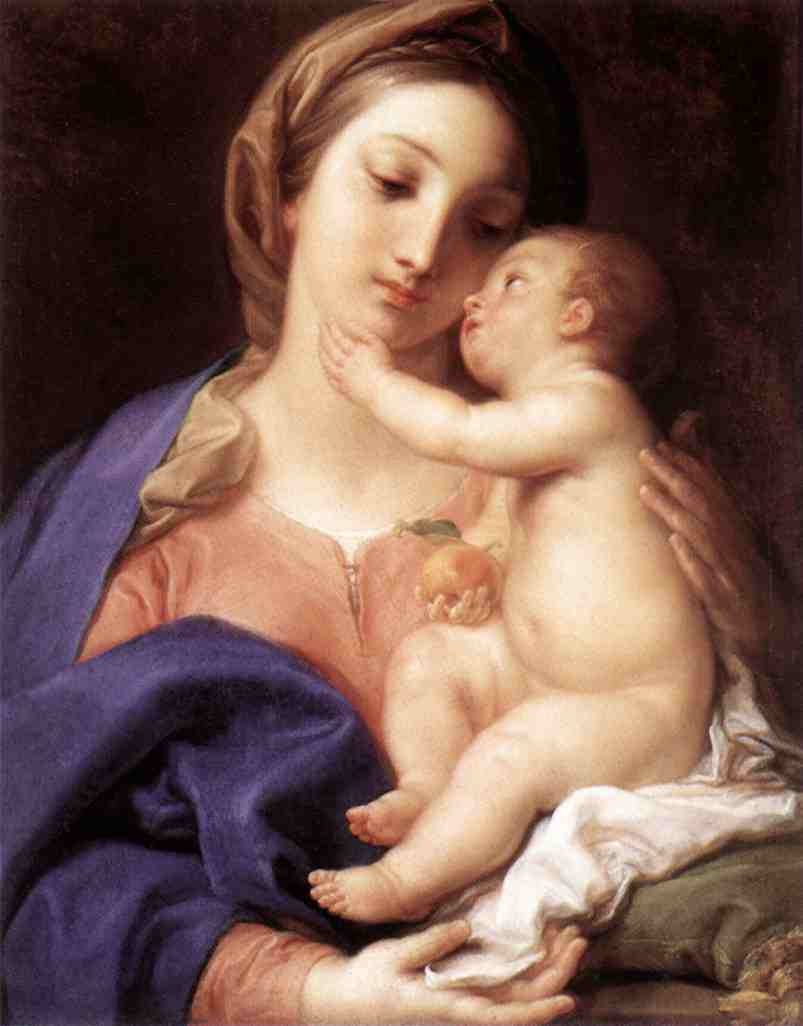
Madonna per Batoni, un exemple de l'art marià

Ave Maris Stella ('Salve, Estel del Mar') és un himne llatí. El seu nom prové del fet que comença amb aquestes tres paraules. Es canta en la Litúrgia de les Hores de l'Església catòlica en les festes marianes, concretament en Vespres. El text es coneix des del segle ix; el seu autor és desconegut (s'ha atribuït a autors diversos; entre ells, a Venanci Fortunat, Enric el Monjo i Pau el Diaca). És un dels molts himnes marians medievals, com la Salve Regina o l'Stabat Mater.
Maris Stella és un dels noms de la Mare de Déu. Aquest nom es va originar en la interpretació d'un passatge de l'Antic Testament, primer llibre dels Reis, 18:41-45.